# 陆锡蕾
陆锡蕾（1942年12月—），女，汉族，上海人，中华人民共和国政治人物，曾任天津市政协副主席，中国国民党革命委员会中央委员会常务委员、天津市委员会主任委员，第九、十届全国政协委员。